# Liste der WRC-Rennfahrer
Die Liste der WRC-Rennfahrer führt Rennfahrer auf, die an einer Rallye im Rahmen der WRC-Weltmeisterschaft teilgenommen haben. In Klammern steht die aktive WRC-Zeit.

## A
| - Rauno Aaltonen (1973, 1987) - Urmo Aava (2003–2009) - Kevin Abbring (2007, 2014) - Andreas Aigner (2005–2008, 2012) - Pentti Airikkala (1973–1990, 2003) - Nasser Al-Attiyah (2004–2014) - Abdulaziz Al-Kuwari (2012–2014) - Khalid Al-Qassimi (2004–2011, seit 2013) | - Yazeed Al-Rajhi (seit 2012) - Markku Alén (1973–1993, 2001) - Jacques Alméras (1976–1982) - Ronny Amm (2002, 2004, 2005) - Hans Henrik Andersen (1973) - Kent Andersson (1983, 1986, 1987) - Ove Andersson (1973–1980, 1982) - Per-Gunnar Andersson (2002–2013) | - Jean-Claude Andruet (1973–1986, 1995) - Toshihiro Arai (1997–2010) - Armindo Araújo (2001, 2007–2012) - Lambros Athanassoulas (2005–2009, 2011, 2013) - Christopher Atkinson (2004–2009, 2012–2014) |

## B
| - Raimund Baumschlager (1987–1990, 1994, 1998, 2007) - Bertrand Balas (1981–1983) - Giandomenico Basso (1998–1999, 2001–2002, 2004, 2006, 2012) - Bernard Béguin (1974–1993) - Attilio Bettega (1978–1985) - Christine Beckers (1968–1969, 1971–1973) - Lorenzo Bertelli (seit 2011) - Mauro Bianchi (1964–1966) - Miki Biasion (1980–1994) | - Niklas Birr (1999–2002) - Ken Block (2008, 2010–2014) - Stig Blomqvist (1973–1989, 1991–1997, 1999–2006) - Holger Bohne (1973, 1978–1981) - Bryan Bouffier (1990–2003) - Craig Breen (2007, 2012–2020) - Philippe Bugalski (1984–2003) - Aaron Burkart (2003–2011) | - Richard Burns (1990–2003) |

## C
- Eric Camilli (seit 2014)
- Pierre Campana (2007, 2008, 2011, 2012, 2015)
- Marie-Claude Charmasson (1973, 1974, 1976)
- Daniel Carlsson (1999–2007)
- Ingvar Carlsson (1973–1977, 1979–1991)
- Guy Chasseuil (1973, 1974, 1976)
- Luís Pérez Companc (2001–2008)

## D
- François Delecour (1984–1987, 1989–2002, 2012, 2014–2016)
- Dieter Depping (1992, 1997)
- Janina Depping (1997, 1999, 2004, 2007, 2011)
- David Doppelreiter (2002)
- François Duval (2001–2008, 2010)
- Marc Duez (1983, 1986–1991, 2014–2015)

## E
- Mattias Ekström (1999–2000, 2003–2006)
- Vic Elford (1982–1983)
- Elfyn Evans (2007, seit 2011)

## F
- Tony Fall (1973–1974, 1976)
- Antonio Fassina (1976–1977, 1979, 1980–1981)
- Alessandro Fiorio (1986–1995, 2000–2002)
- Yvette Fontaine (1966)
- Adrien Fourmaux (seit 2019)
- Klaus Fritzinger (1973–1984, 1986–1990)

## G
- Gigi Galli (1998–2008)
- Toni Gardemeister (1996–2008, 2010)
- Hermann Gassner junior (2007–2014)
- Gus Greensmith (seit 2020)
- Marcus Grönholm (1989–2010)

## H
| - Juho Hänninen (2006–2011, 2013–2015) - Vesa Hakala (1992–1994, 1996) - Beppo Harrach (2002–2003, 2005, 2009) - David Higgins (1994–1995, 1997–2002, 2005–2008, 2015) - Jonathan Hirschi (2012, 2014–2015) - Mikko Hirvonen (2002–2014) - Isolde Holderied (1988–2001) - Krzysztof Hołowczyc (1996–2000, 2003, 2009, 2014–2015) |

## I
- Volkan Işık (1998–1999, 2003–2006)

## J
- Mats Jonsson (1979–1993, 1995–2001, 2007)

## K
| - Harry Källström (1973–1980) - Matthias Kahle (1999, 2001–2003, 2006) - Juha Kankkunen (1979, 1982–2002) - Takamoto Katsuta (seit 2019) - Jari Ketomaa (2000–2002, 2008–2015) - Klaus-Joachim Kleint (1973, 1975, 1978, 1980–1982, 1985, 1990–1991) - Nicolas Koob (1975–1981, 1988–1990) - Jan Kopecký (2002–2008, 2015) - Freddy Kottulinsky (1973, 1975, 1978–1979) | - Roman Kresta (2001–2005, 2010) - Robert Kubica (seit 2013) - Dennis Kuipers (2008–2014) - Anders Kulläng (1973–1988) |

## L
| - Bernard Lacombe (1983–1985) - Jean-Louis Lafosse (1975) - Jean-Claude Lagniez (1973–1974) - Jari-Matti Latvala (2002–2020) - Tapio Laukkanen (1994–2000, 2001, 2003) - Esapekka Lappi (seit 2017) - Stéphane Lefebvre (seit 2010) - Piero Liatti (1990–2001, 2003–2004) - Emil Lindholm (seit 2017) | - Sebastian Lindholm (1984–2005, 2007, 2012) - Sébastien Loeb (1999–2013, 2015–2020) - Freddy Loix (1993–2004) - Pierre-Louis Loubet (seit 2015) |

## M
| - Gareth MacHale (2006–2007, 2009) - Bruno Magalhães (2000–2001, 2007, 2009, 2011, 2013) - Tommi Mäkinen (1987–2003) - Markko Märtin (1997–2005) - Alister McRae (1991–2004, 2006, 2007, 2012) - Colin McRae (1987–2003, 2005, 2006) - Jimmy McRae (1976–1990, 1993, 1997, 2003–2004) - Kris Meeke (2002–2008, 2011, 2013–2019) | - Peter van Merksteijn senior (2007–2012) - Peter van Merksteijn junior (2007–2012) - Andreas Mikkelsen (seit 2006) - Hannu Mikkola (1973–1993) - Carsten Mohe (1997, 2002–2003, 2007, 2011, 2015) - Achim Mörtl (1997–1998, 2001–2002) - Grégoire Munster (seit 2019) - Quirin Müller (2005) | - Sandro Munari (1973–1984) |

## N
- Thierry Neuville (seit 2008)
- Uwe Nittel (1994–2000, 2008)
- Jewgeni Maximowitsch Nowikow (2007–2009, 2011–2013)

## O
- Sébastien Ogier (2008–2020)
- Ibrahim Okyay (2004)
- Daniel Oliveira (2009, 2011–2013)
- Ed Ordynski (1989–2004)
- Mads Østberg (seit 2006)

## P
- Hayden Paddon (2007–2019)
- Raffaele Pinto (1973–1978)
- Martin Prokop (seit 2005)
- Jurij Protassow (seit 2011)
- Xavier Pons (2003–2007, 2010–2011, 2014)
- Kristian Poulsen (1999, 2004, 2016)
- Jesús Puras (1991–1992, 1994–2002)
- Juuso Pykälistö (1996–2005)

## R
- Matti Rantanen (2005–2012)
- Kimi Räikkönen (2009–2011)
- Jean Ragnotti (1973, 1975–1987, 1990–1995)
- Conrad Rautenbach (2004–2009)
- Carlos Reutemann (1980, 1985)
- Harri Rovanperä (1993–1994, 1996–2006)
- Kalle Rovanperä (seit 2020)
- Walter Röhrl (1973–1987)

## S
| - Carlos Sainz senior (1987–2005) - Timo Salonen (1974–1992, 2002) - Martin Schanche (1980, 1982) - Eckhard Schimpf (1973, 1978) - Armin Schwarz (1988–1995, 1997–2005) - Kenjirō Shinozuka (1976–1977, 1981, 1988–1997) - Joginder Singh (1973–1980) - Patrick Snijers (1979, 1993, 1998) | - Henning Solberg (seit 1998) - Petter Solberg (1998–2012) - Michał Sołowow (2003–2007, 2010, 2009, 2012–2015) - Daniel Sordo (seit 2003) - Raphael Sperrer (1994–1995, 1997–2001) - Hans Stacey (1995, 1998–1999) - Tim Stebani (2006–2007) - Manfred Stohl (1991–2007, 2012) | - Rudi Stohl (1975–2002) - Teemu Suninen (seit 2017) |

## T
- Ott Tänak (seit 2009)
- Pontus Tidemand (seit 2012)
- Harri Toivonen (1980–1983, 1986–1988)
- Henri Toivonen (1975, 1977–1986)
- Pauli Toivonen (1973–1974, 1976, 1979)
- Tom Trana (1978–1979)
- Janne Tuohino (1996–2006, 2009–2010)

## V
- Sarel van der Merwe (1980, 1984)
- Ari Vatanen (1974–1985, 1987–1994, 1996–1998, 2003)
- Federico Villagra (1998, 2000–2011, 2015)

## W
| - Alan Wakeman (1995) - Björn Waldegård (1973–1992) - Lars-Erik Walfridsson (1978, 1980, 1982, 1983, 1985, 1988) - Per-Inge Walfridsson (1973–1977, 1982) - Pernilla Walfridsson (1997–2000) - Stig-Olov Walfridsson (1985, 1987–1993, 1995–2005) - Mark Wallenwein (2006–2007, 2009, 2013) - Achim Warmbold (1973–1986, 2000) - Edith Weiss (1994–2011) - Sepp Wiegand (2011–2013) | - Guy Wilks (2002–2008) - Matthew Wilson (2004–2014) - Franz Wittmann junior (2004, 2010) - Franz Wittmann senior (1973, 1975–1989) - Franz Wurz (1983–1984) |

## Z
- Sobiesław Zasada (1973–1975, 1978–1979, 1997)